# Tribolium (Plantae)
Tribolium je rod jednogodišnjeg raslinja i trajnica iz porodice trava. Pripada mu 16 vrsta s juga Afrike koje su uključene tribusu Danthonieae. Neke vrste uvrezene su u Australiju i Sjevernu Ameriku (Kalifornija).

## Vrste
1. Tribolium acutiflorum (Nees) Renvoize
2. Tribolium alternans (Nees) Renvoize
3. Tribolium amplexum Renvoize
4. Tribolium brachystachyum (Nees) Renvoize
5. Tribolium ciliare (Stapf) Renvoize
6. Tribolium curvum (Nees) Verboom & H.P.Linder
7. Tribolium echinatum (Thunb.) Renvoize
8. Tribolium hispidum (Thunb.) Desv.
9. Tribolium obliterum (Hemsl.) Renvoize
10. Tribolium obtusifolium (Nees) Renvoize
11. Tribolium pleuropogon (Stapf) Verboom & H.P.Linder
12. Tribolium purpureum (L.f.) Verboom & H.P.Linder
13. Tribolium pusillum (Nees) H.P.Linder & G.Davidse
14. Tribolium tenellum (Nees) Verboom & H.P.Linder
15. Tribolium uniolae (L.f.) Renvoize
16. Tribolium utriculosum (Nees) Renvoize